# Hololena sidella
Hololena sidella là một loài nhện trong họ Agelenidae.
Loài này thuộc chi Hololena. Hololena sidella được Ralph Vary Chamberlin & Wilton Ivie miêu tả năm 1942.